# Merrey-sur-Arce
Pour les articles homonymes, voir Merrey (homonymie) et Arce.
Merrey-sur-Arce est une commune française, située dans le département de l'Aube en région Grand Est.

## Géographie
| Bar-sur-Seine |                  |                |
|               | Merrey-sur-Arce  | Ville-sur-Arce |
|               | Celles-sur-Ource |                |

### Hydrographie
La commune est dans la région hydrographique « la Seine de sa source au confluent de l'Oise (exclu) » au sein du bassin Seine-Normandie. Elle est drainée par la Seine, l'Ource, l'Arce et l'aqueduc Souterrain,.
La Seine, un fleuve long de 775 km, coule dans le Bassin parisien et notamment dans le département de l'Aube en le traversant du sud-est au nord-ouest. Elle longe la commune sur son flanc ouest dont elle constitue une limite communale. Les caractéristiques hydrologiques de la Seine sont données par la station hydrologique la plus proche, située sur la commune voisine de Bar-sur-Seine. Le débit moyen mensuel est de 24 m3/s. Le débit moyen journalier maximum est de 315 m3/s, atteint lors de la crue du 17 janvier 1955. Le débit instantané maximal est quant à lui de 285 m3/s, atteint le 25 janvier 2018.
L'Ource, d'une longueur de 100 km, prend sa source dans la commune de Poinson-lès-Grancey et se jette  dans la Seine à Bar-sur-Seine, après avoir traversé 25 communes.
L'Arce, d'une longueur de 26 km, prend sa source dans la commune de Saint-Usage et se jette  dans la Seine à Bar-sur-Seine, après avoir traversé neuf communes.
L'Aqueduc Souterrain est un aqueduc,de type conduite forcée, de 19,4 km. Il relie la commune de Loches-sur-Ource à la commune de Courtenot.

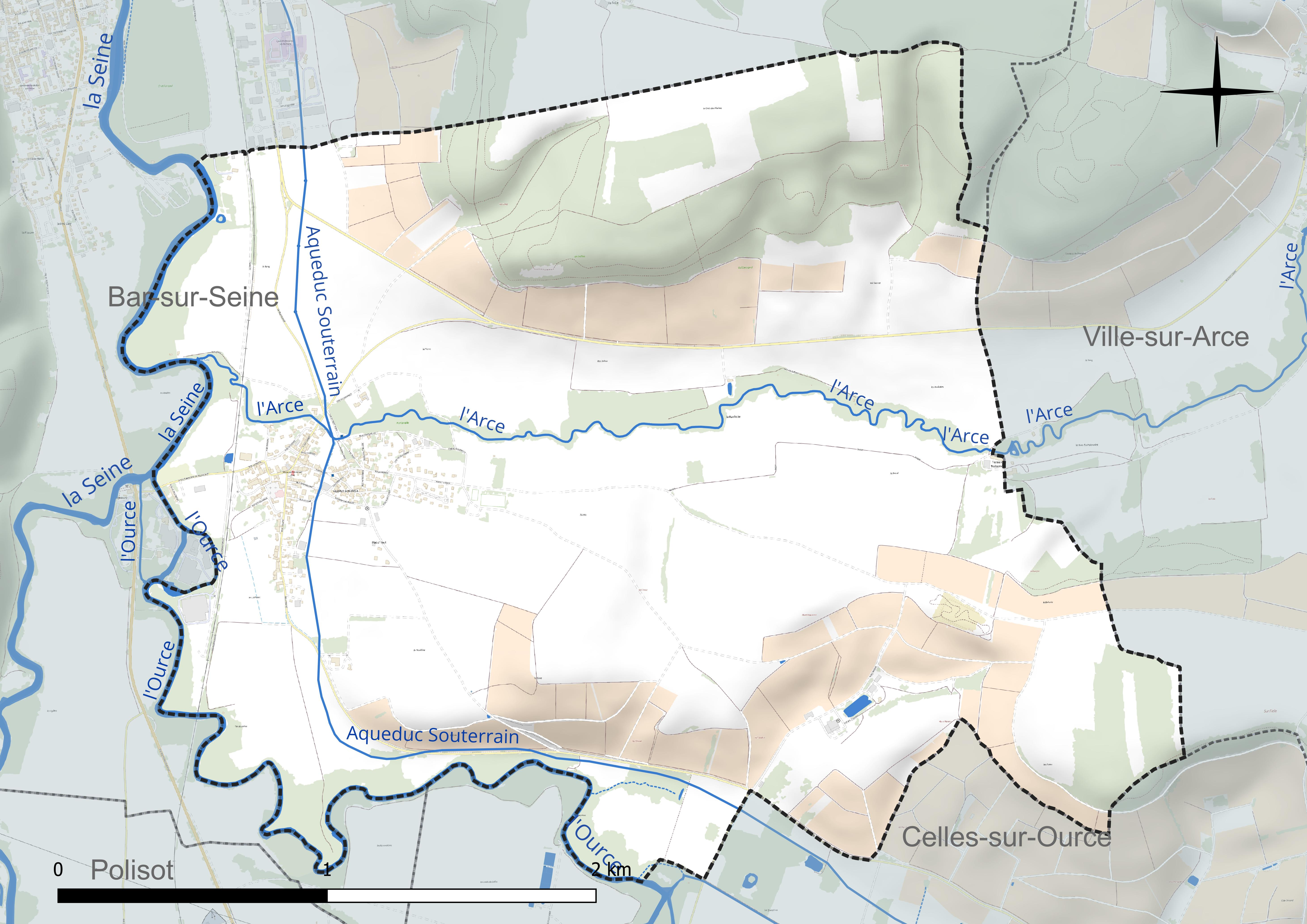
Réseau hydrographique de Merrey-sur-Arce.

### Climat
Pour des articles plus généraux, voir Climat du Grand Est et Climat de l'Aube.
En 2010, le climat de la commune est de type climat océanique dégradé des plaines du Centre et du Nord, selon une étude du Centre national de la recherche scientifique s'appuyant sur une série de données couvrant la période 1971-2000. En 2020, Météo-France publie une typologie des climats de la France métropolitaine dans laquelle la commune est exposée à un climat océanique altéré et est dans la région climatique Lorraine, plateau de Langres, Morvan, caractérisée par un hiver rude (1,5 °C), des vents modérés et des brouillards fréquents en automne et hiver.
Pour la période 1971-2000, la température annuelle moyenne est de 10,3 °C, avec une amplitude thermique annuelle de 16 °C. Le cumul annuel moyen de précipitations est de 805 mm, avec 12,3 jours de précipitations en janvier et 8,2 jours en juillet. Pour la période 1991-2020, la température moyenne annuelle observée sur la station météorologique de Météo-France la plus proche, « Celles-sur-ource », sur la commune de Celles-sur-Ource à 2 km à vol d'oiseau, est de 11,4 °C et le cumul annuel moyen de précipitations est de 747,2 mm. 
La température maximale relevée sur cette station est de 40,6 °C, atteinte le 25 juillet 2019 ; la température minimale est de −15 °C, atteinte le 1er mars 2005,,.
Les paramètres climatiques de la commune ont été estimés pour le milieu du siècle (2041-2070) selon différents scénarios d'émission de gaz à effet de serre à partir des nouvelles projections climatiques de référence DRIAS-2020. Ils sont consultables sur un site dédié publié par Météo-France en novembre 2022.

## Urbanisme

### Typologie
Au 1er janvier 2024, Merrey-sur-Arce est catégorisée commune rurale à habitat dispersé, selon la nouvelle grille communale de densité à 7 niveaux définie par l'Insee en 2022.
Elle est située hors unité urbaine. Par ailleurs la commune fait partie de l'aire d'attraction de Bar-sur-Seine, dont elle est une commune de la couronne,. Cette aire, qui regroupe 7 communes, est catégorisée dans les aires de moins de 50 000 habitants,.

### Occupation des sols
L'occupation des sols de la commune, telle qu'elle ressort de la base de données européenne d’occupation biophysique des sols Corine Land Cover (CLC), est marquée par l'importance des territoires agricoles (77,2 % en 2018), une proportion sensiblement équivalente à celle de 1990 (77,3 %). La répartition détaillée en 2018 est la suivante : 
terres arables (55,2 %), forêts (19,4 %), cultures permanentes (17,5 %), prairies (3,8 %), zones urbanisées (3,3 %), zones agricoles hétérogènes (0,8 %). L'évolution de l’occupation des sols de la commune et de ses infrastructures peut être observée sur les différentes représentations cartographiques du territoire : la carte de Cassini (XVIIIe siècle), la carte d'état-major (1820-1866) et les cartes ou photos aériennes de l'IGN pour la période actuelle (1950 à aujourd'hui).

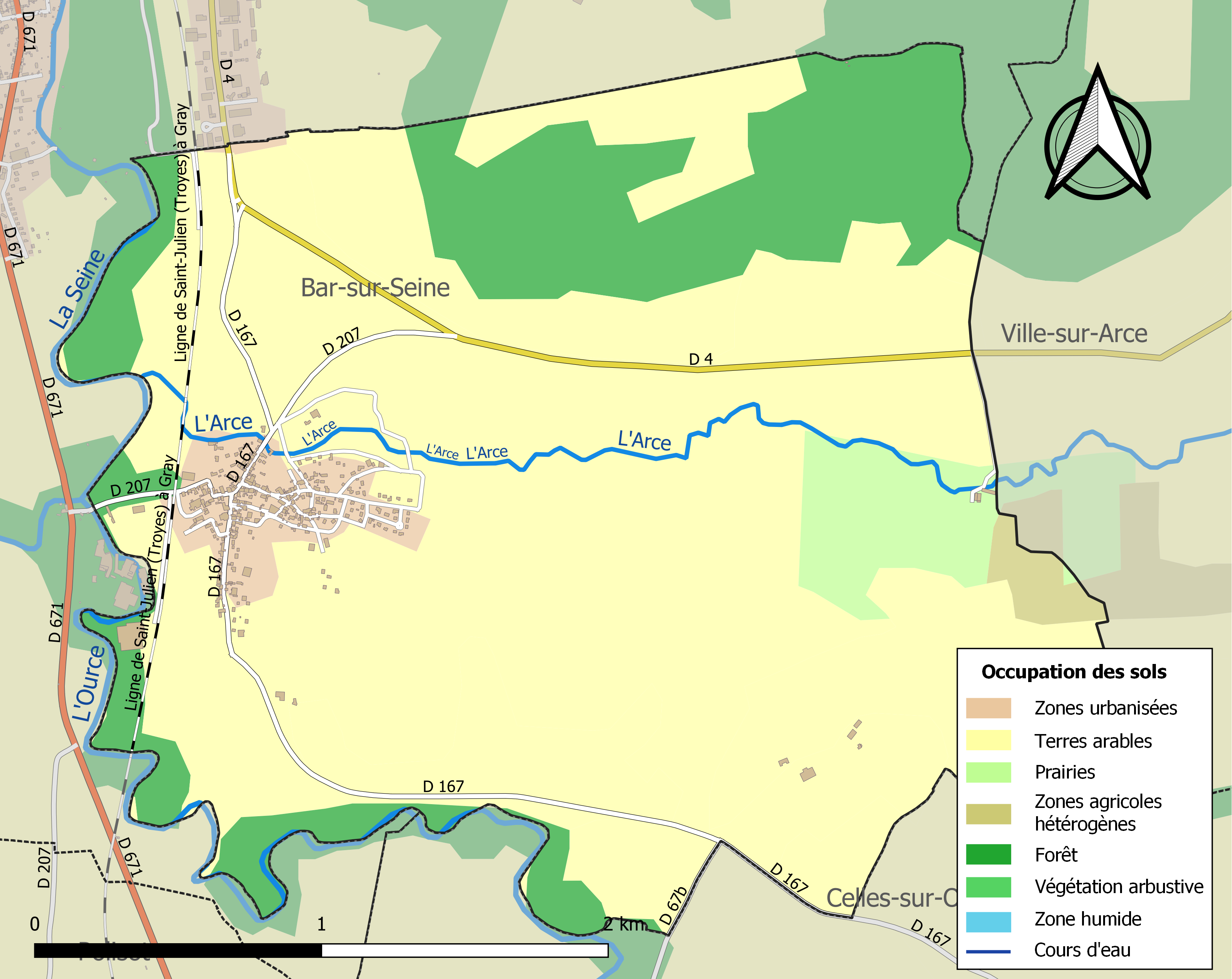
Carte des infrastructures et de l'occupation des sols de la commune en 2018 (CLC).

## Toponymie
Les formes anciennes de la localité sont : Marriacum 1080, Mareium 1089, Mariacum 1097, Merriacum 1101, Marreacum  1159, Merreyum, Merre 1215, Merreium 1215, Mereium 1256, Mereyum 1284, Merrey 1316, Merey 1379, Maray 1679, Mauriacum XVIIIe siècle, Merrey 1757, Merrey-sur-Arce 1919.
L'ajout de sur-Arce a été autorisé par décret le 4 février 1919.
L'absence de formes anciennes antérieures au Xe siècle rend problématique la recherche étymologique par une évolution issu de Matriacus, dérivé du gentilice romain Matrius. Cela reste une des possibilités.
Au cadastre de 1835 sont recensés : le Bochot, Bussy, Choisy, les Devois, la Folie, la Fontenelle, Fontenille, la Forge, la Fortel, le Fooulo, la Motte, Nuisement, Sainte-Claire, le Val d'Autrand et le Val Morel.

## Histoire
Le seigneur principal était le comte de Bar-sur-Seine à qui succédèrent les comtes de Champagne puis les rois de France.
Le pont sur l'Ource était un lieu important et la dîme des jours de foires avait été donnée aux moines de Molesme par Milon IV, comte de Bar en 1219.
Le village fut brûlé trois fois entre 1662 et 1666.
En 1789, le village était une partie de l'intendance et de la généralité de Dijon, de l'élection de Bar-sur-Seine et du bailliage comtal de Bar-sur-Seine.

### Le prieuré de Merrey
Il y avait un prieuré qui dépendait de l'abbaye de Molesme qui avait son siège en l'église et des bâtiments proches. Une charte de Gautier comte de Brienne fait don de ce qu'il possède comme droits et procuration sur l'église de Merrey et reconnait les dons de ses vassaux Hugue de Vendeuvre, Jobert de Bar, Seguin et Anceri. Faite entre 1076 et 1090 est considérée comme la fondation du prieuré, un pouillé de Molesme de 1789 cite la date de 1084.

### La Motte de Merrey
Ancien fief relevant de Bar-sur-Seine, dont la première dame citée était Marguerite d'Arc douairière de Jaucourt en 1367. Elle ne semble pas avoir été plus d'une maison seigneuriale.

## Politique et administration
| Période                                  | Période  | Identité          | Étiquette | Qualité     |
| ---------------------------------------- | -------- | ----------------- | --------- | ----------- |
| mars 2001                                |          | Jean-Claude Porte | DVD       | Agriculteur |
| mai 2020                                 | En cours | Théodore Lacroix  |           |             |
| Les données manquantes sont à compléter. |          |                   |           |             |

## Démographie
L'évolution du nombre d'habitants est connue à travers les recensements de la population effectués dans la commune depuis 1793. Pour les communes de moins de 10 000 habitants, une enquête de recensement portant sur toute la population est réalisée tous les cinq ans, les populations de référence des années intermédiaires étant quant à elles estimées par interpolation ou extrapolation. Pour la commune, le premier recensement exhaustif entrant dans le cadre du nouveau dispositif a été réalisé en 2006.

En 2022, la commune comptait 325 habitants, en stagnation par rapport à 2016 (Aube : +0,7 %, France hors Mayotte : +2,11 %).
| 1793 | 1800 | 1806 | 1821 | 1831 | 1836 | 1841 | 1846 | 1851 |
| ---- | ---- | ---- | ---- | ---- | ---- | ---- | ---- | ---- |
| 402  | 418  | 416  | 455  | 508  | 528  | 524  | 506  | 565  |

| 1856 | 1861 | 1866 | 1872 | 1876 | 1881 | 1886 | 1891 | 1896 |
| ---- | ---- | ---- | ---- | ---- | ---- | ---- | ---- | ---- |
| 546  | 587  | 573  | 537  | 504  | 488  | 504  | 489  | 487  |

| 1901 | 1906 | 1911 | 1921 | 1926 | 1931 | 1936 | 1946 | 1954 |
| ---- | ---- | ---- | ---- | ---- | ---- | ---- | ---- | ---- |
| 436  | 420  | 367  | 333  | 308  | 334  | 315  | 316  | 329  |

| 1962 | 1968 | 1975 | 1982 | 1990 | 1999 | 2006 | 2011 | 2016 |
| ---- | ---- | ---- | ---- | ---- | ---- | ---- | ---- | ---- |
| 322  | 266  | 274  | 270  | 288  | 303  | 323  | 317  | 325  |

| 2021 | 2022 | - | - | - | - | - | - | - |
| ---- | ---- | - | - | - | - | - | - | - |
| 325  | 325  | - | - | - | - | - | - | - |

## Lieux et monuments
Église qui fut une cure du doyenné d'Arcis, sous le vocable de Notre-Dame-de-l'Assomption ; elle était à la seule collation de l'abbé de Molesme. Construction à trois nef et dépourvue de transept, elle est du XIIe siècle, grandement remaniée au XVIe siècle. Elle possède une clôture de chœur en fer forgé doré du XVIIIe siècle ; une Éducation de Marie du XVIe siècle en calcaire avec des traces de dorure. Un saint Roch du XVIe siècle à l'extérieur. Une partie de ses baies sont du XVIe siècle.
Sa pierre de dédicace a pour texte :  LE 15e DE MAY 1550 / EN LHONNEUR DE / DIEU ET DE LA GLORI/EUSE VIERGE MARIE DE / MONSr St PIERRE FU / POSEE LA PREMIERE PIERRE.

## Héraldique
| Blason de Merrey-sur-Arce | Blason  | D'or au chevron de gueules accompagné de trois grappes de raisin du même, à la bordure ondée d'azur. |
| Blason de Merrey-sur-Arce | Détails | Le statut officiel du blason reste à déterminer.                                                     |